# Campaña de Filipinas (1944-1945)
La Campaña de Filipinas de 1944-1945, la Batalla de Filipinas de 1944-1945, o la Liberación de Filipinas fue la campaña australiana, estadounidense, filipina y mexicana para derrotar y expulsar a las fuerzas imperiales japonesas que ocupaban la Mancomunidad de Filipinas, durante la Segunda Guerra Mundial. El Ejército Imperial Japonés había invadido todas las Filipinas durante el primer semestre de 1942. La liberación de Filipinas comenzó con desembarcos anfibios en la isla de Leyte el 20 de octubre de 1944, y las hostilidades en una pequeña parte de Filipinas siguió hasta el final de la guerra en agosto de 1945.

## Planificación
A mediados de 1944 las fuerzas estadounidenses se encontraban a 300 millas náuticas (555,6 km) al sureste de Mindanao, la isla más grande del sur de Filipinas - desde donde eran capaces de bombardear las posiciones japonesas usando bombarderos de largo alcance. Fuerzas estadounidenses a las órdenes del almirante de la flota Chester W. Nimitz avanzaron a través del Océano Pacífico, capturando las Islas Gilbert, algunas de las Islas Marshall y la mayoría de las Islas Marianas, pasando por alto muchas guarniciones del ejército japonés a las que dejaron atrás sin fuente de suministros e impotentes militarmente, prácticamente atrapadas en islas como Truk o Rabaul, sin tener los japoneses la logística necesaria para evacuarlas o defenderlas.
Aeronaves procedentes de portaaviones ya estaban realizando ataques aéreos contra los japoneses en las Filipinas, especialmente contra los campos de aviación. El Ejército de Estados Unidos y las tropas de Australianas y neozelandesas bajo el mando del general estadounidense Douglas MacArthur y el Comandante Supremo del Teatro de Operaciones del Suroeste del Pacífico, ya habían invadido o aislado y excluido a todo el ejército japonés en Nueva Guinea y las Islas del Almirantazgo. Antes de la invasión de Filipinas la conquista más al norte del general MacArthur había sido Morotai en las Indias Orientales Neerlandesas entre el 15 y el 16 de septiembre de 1944. Esta fue una de las bases de MacArthur que utilizó para atacar el sur de Filipinas.
Fuerzas de la Armada de los Estados Unidos, de los Marines y del ejército, así como algunas tropas de Nueva Zelanda, bajo el mando del almirante Nimitz y el almirante William F. Halsey habían aislado la gran base japonesa del Sur del Pacífico en Rabaul, Nueva Bretaña, mediante la captura de un anillo de islas a su alrededor para, a continuación, construir bases aéreas en ellas desde las cuales bombardear y bloquear a las fuerzas japonesas en Rabaul, destruyendo puntos de embarque y aeródromos. Dependiente totalmente de los convoyes marítimos para subsistir y defenderse en una pequeña isla, la guarnición nipona de Rabaul quedó sin capacidad de repeler ataques enemigos ni de evacuar sus fuerzas, quedando aislada desde mediados de 1944
Con las victorias aliadas en la campaña de las Marianas (en Saipán, Guam, y Tinian durante junio y julio de 1944), las fuerzas estadounidenses se estaban acercando a Japón. Desde las Marianas, bombarderos pesados B-29 Superfortress de largo alcance de las Fuerzas Aéreas del Ejército de los Estados Unidos (USAAF) podían bombardear las islas japonesas desde bases aéreas bien abastecidas, con acceso directo a los suministros a través de buques de carga y petroleros (la primera campaña de bombardeos contra Japón había sido desde el punto final de una muy larga y tortuosa línea de suministro vía India y Birmania que resultó ser totalmente inadecuada. Todos los B-29 fueron transferidos a las Marianas durante el otoño de 1944).
Aunque Japón estaba perdiendo la guerra el Gobierno japonés, el Ejército Imperial Japonés y la Marina no manifestaron ningún signo de capitulación, colapso o entrega. De hecho, la doctrina militar japonesa postulaba aún que el conflicto quedaría resuelto en una gigantesca "batalla decisiva" terrestre o aeronaval a semejanza de la Batalla de Tsushima en 1904, desdeñando el notable impacto logístico y táctico de los avances -en apariencia minúsculos- de los estadounidenses que atacaban de isla en isla.
Ha habido una estrecha relación entre el pueblo de Filipinas y los Estados Unidos desde las guerra hispano-estadounidense de 1898 y la guerra filipino-estadounidense de 1899-1902, con Filipinas convirtiéndose en la Mancomunidad Filipina en 1935, siéndole prometida su independencia para mediados de 1946. Además, una extensa serie de ataques aéreos por las aeronaves de la fuerza de portaaviones dirigida por el almirante William F. Halsey contra aeródromos japoneses y otras bases en las Filipinas había recibido una escasa respuesta como de los cazas interceptores de la armada japonesa. Con la recomendación del almirante Halsey, los Jefes de Personal Combinado aliados reunidos en Canadá aprobaron una resolución no solo para adelantar la fecha de invasión de Filipinas, sino para cambiar el lugar de desembarco elegido, de la isla sureña de Mindanao a la isla central de Leyte. La nueva fecha fijada para el desembarco en Leyte, 20 de octubre de 1944, fue dos meses antes de la fecha límite fijada anteriormente para el desembarco en Mindanao.
El pueblo filipino estaba listo y esperando la invasión. Después de que el general MacArthur fuera evacuado de Filipinas en marzo de 1942, todas las islas del archipiélago filipino cayeron en manos japonesas en cuestión de semanas. La ocupación japonesa estableció un "gobierno autónomo filipino" pero esto no trajo la liberación de las islas que siguieron de facto bajo una dura ocupación militar nipona, acompañada de atrocidades contra la población civil, y con un gran número de filipinos convertidos en mano de obra esclavizada, sujetos a un régimen policial represivo.
Desde mediados de 1942 hasta mediados de 1944, MacArthur y Nimitz suministraron y alentaron a la guerrilla filipina mediante submarinos y unos pocos lanzamientos en paracaídas, con lo que la guerrilla pudo hostigar al ejército japonés y tomar el control de la selva rural y las zonas de montaña (aproximadamente la mitad del territorio del archipiélago) reuniendo a varios millares de combatientes. Aunque no esperaban ser gobernados de nuevo por Estados Unidos, muchos filipinos esperaban y creían que la liberación de los japoneses les traería la independencia ya prometida, lo cual se haría realidad el 4 de julio de 1946.
El gobierno australiano ofreció al general MacArthur el uso del I Cuerpo del Ejército australiano para la liberación de Filipinas. MacArthur propuso la utilización de dos divisiones de infantería australianas, cada una de ellos dependiente de otro Cuerpo del ejército de EE. UU., pero esta idea no era aceptable para el Consejo de Ministros de Australia, que quería tener un control significativo de funcionamiento dentro de un área determinada de Filipinas en lugar de ser simplemente parte de un Cuerpo de Ejército de los EE. UU. Jamás se llegó a un acuerdo entre el gobierno australiano y MacArthur, quien quizá lo prefirió así. El resultado fue que el ejército australiano prácticamente no tomó parte en la campaña de Filipinas. Sin embargo unidades de la Real Fuerza Aérea Australiana y de la Armada Real Australiana, tales como el HMAS Australia sí participaron.

## Leyte

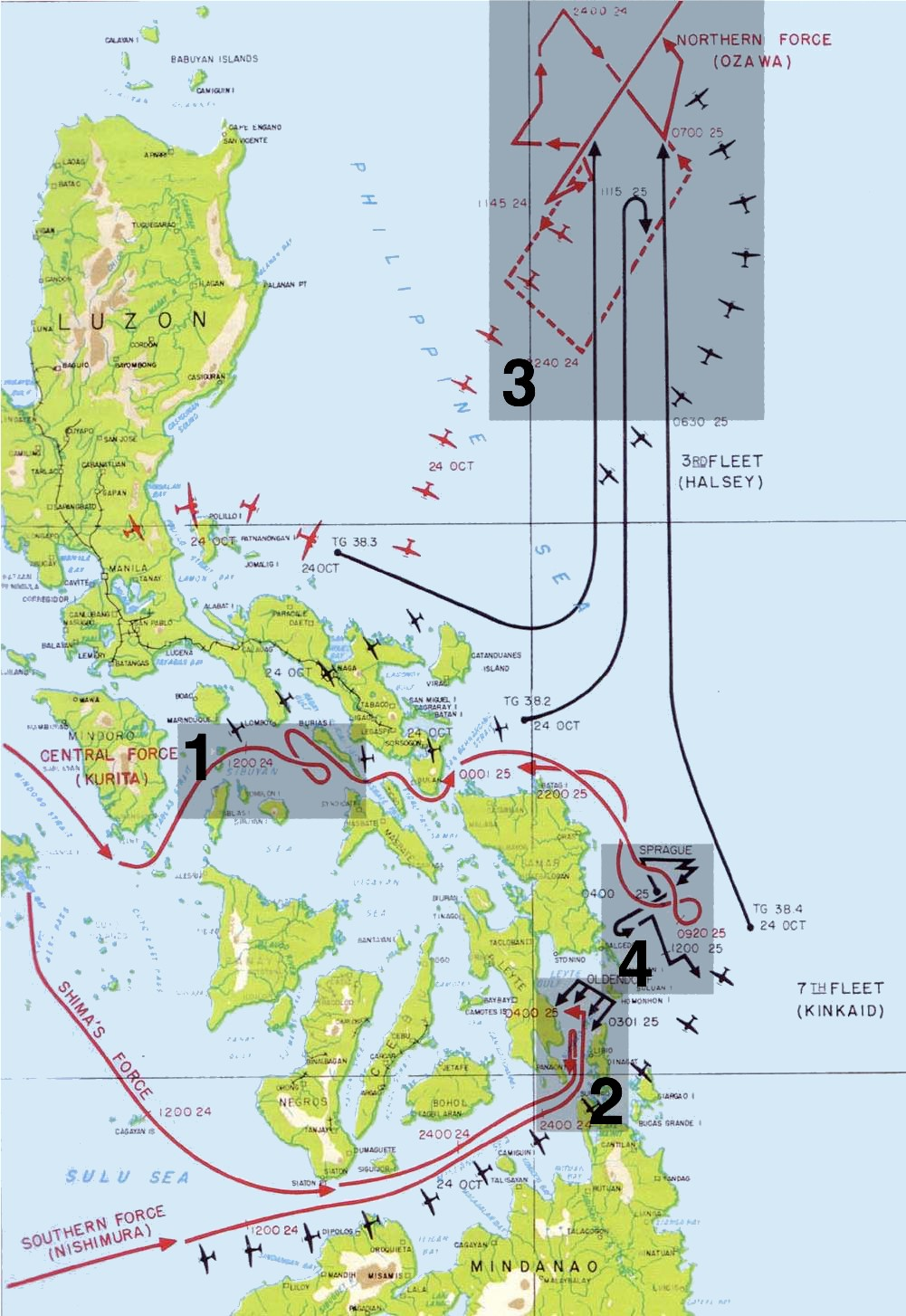
Los cuatro encuentros que comprende la Batalla del Golfo de Leyte

El 20 de octubre de 1944 el Sexto ejército de Estados Unidos, con el apoyo de bombardeos navales y aéreos, desembarcó en la costa oriental de Leyte, una de las islas del grupo de las Visayas, al noreste de Mindanao. Los japoneses calcularon mal la fuerza relativa de las fuerzas navales y aéreas, e intentaron impedir el desembarco. Esto provocó la secuencia de batallas masivas llamada batalla del Golfo de Leyte, librada desde el 23 hasta el 26 de octubre. En esta decisiva victoria de la Marina de Estados Unidos su flota de superficie y sus submarinos destruyeron el resto de la Armada Imperial Japonesa, que ya había perdido prácticamente todas sus fuerzas portaaviones. La Marina Imperial perdió cuatro de sus portaaviones — que, con sus pocos escuadrones aéreos, fueron utilizados exitosamente como señuelos para atraer a las unidades estadounidenses que defendían el desembarco en el golfo de Leyte —; también perdió numerosos acorazados y cruceros pesados, y un gran número de cruceros ligeros y destructores. La Marina Imperial ya no fue capaz de librar otra gran batalla después de esta.
El Sexto ejército norteamericano continuó su avance desde el este, mientras los refuerzos japoneses se apresuraron a la zona de la Bahía de Ormoc, en el lado occidental de la isla. Mientras que el 6.º ejército era reforzado de continuo, la aviación estadounidense fue capaz de neutralizar los ataques aéreos japoneses, y también proporcionaron un gran apoyo a las tropas terrestres del Ejército. A pesar de las lluvias torrenciales y en un terreno difícil el avance continuó a través de Leyte y en la isla principal de Samar, al norte de Leyte. El 7 de diciembre de 1944 unidades del Ejército de EE. UU. hicieron otro desembarco anfibio en la Bahía de Ormoc y, después de una batalla importante en tierra y aire, la fuerza de desembarco cortó toda capacidad japonesa para reforzar y reabastecer sus tropas en Leyte. A pesar de que una feroz lucha continuó en Leyte durante varios meses, el Ejército de EE. UU. siempre estuvo en control.

## Mindoro
El segundo gran objetivo del Sexto ejército de EE. UU. fue Mindoro. Esta gran isla está al sur de Luzón y de la bahía de Manila, y el objetivo principal de MacArthur era el de construir un campo de aviación en ella para aviones de combate que podrían dominar el cielo de la isla más importante de Filipinas, Luzón, y su puerto principal y capital, Manila.
El gran convoy de la Séptima Flota para la invasión de Mindoro sufrió un fuerte ataque por kamikazes, pero no pudieron retrasar la invasión estadounidense de la isla. Mindoro había sido ocupada por el ejército japonés de forma somera y en gran parte estaba en manos de guerrilleros filipinos, por lo que fue invadida rápidamente. Los ingenieros del Ejército norteamericano se dedicaron a construir una base aérea en San Fabián. Además de estar cerca de Luzón, Mindoro tiene otra ventaja: tiene buen clima casi todo el tiempo, porque esta es una parte de Filipinas que es relativamente seca. Por contraste Leyte recibe lluvias torrenciales la mayor parte del año, lo que, además de la incomodidad, hace que el terreno sea muy fangoso y difícil para construir pistas de aterrizaje.
San Fabián fue protagonista de un hecho novedoso: la primera aparición en la campaña del Pacífico del veloz caza de largo alcance P-51B Mustang, muy superior a cualquier aeronave disponible por la Marina o el Ejército Japonés.
Así mismo; la Fuerza Aérea Mexicana Contribuyo con caza-bombarderos P-47D Thunderbolt para el apoyo aéreo , ataque y hostigamiento.
Mindoro fue una gran victoria para el Sexto ejército y de la USAF, y también proporcionó la base principal para el siguiente movimiento del Sexto ejército de MacArthur: la invasión de Luzón, especialmente en el golfo de Lingayen en su costa occidental.

## Luzón

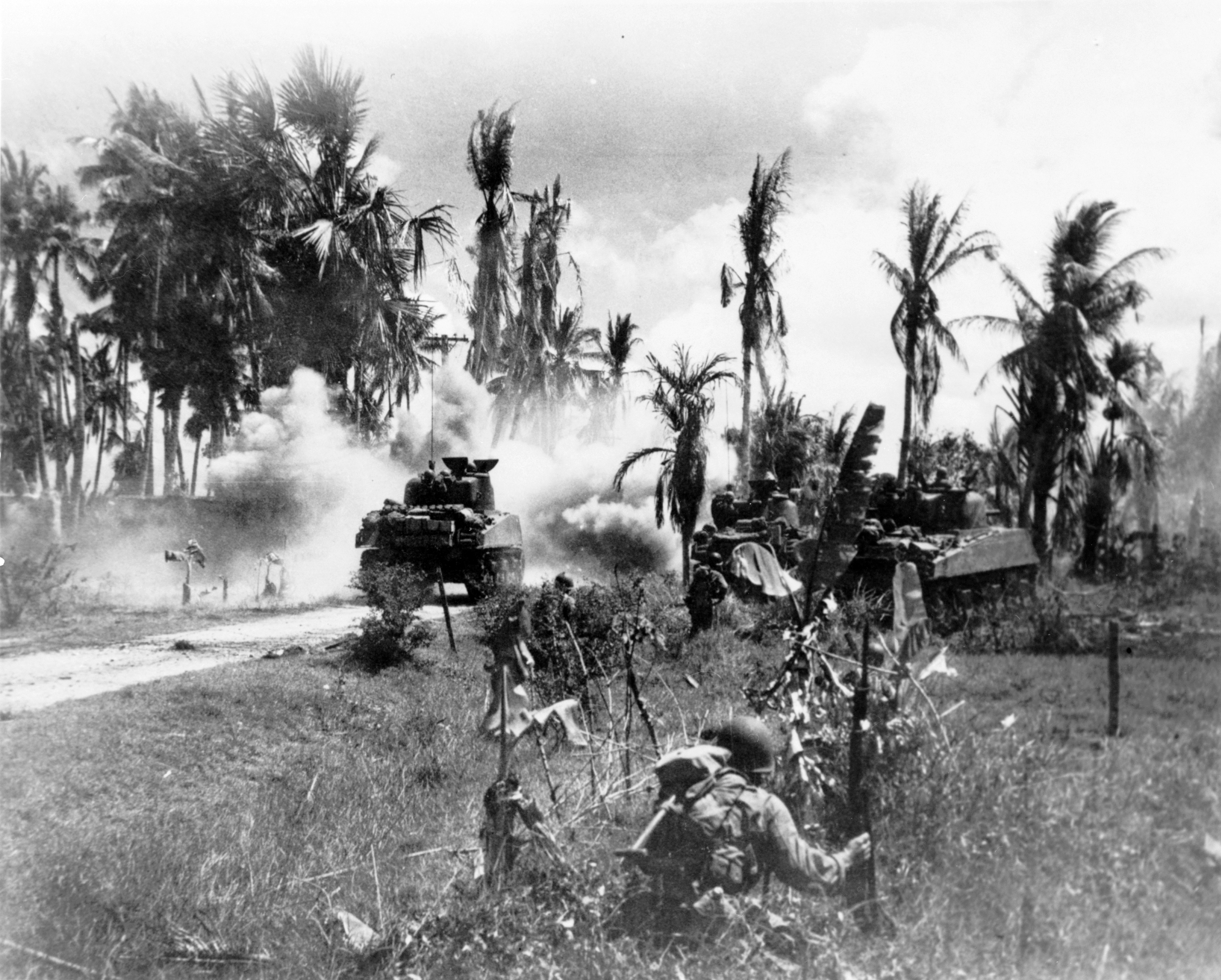
Soldados del 185.º Regimiento de Infantería de Estados Unidos (40.ª División) se cubren por detrás de los tanques que avanzan sobre posiciones japonesas en la isla Panay

El 15 de diciembre de 1944 tuvo lugar en las playas del sur de la isla de Mindoro una serie de desembarcos, ante una mínima resistencia japonesa. Mindoro era un lugar clave en las operaciones planeadas en el golfo de Lingayen, en apoyo de los desembarcos principales programados en Luzón. El 9 de enero de 1945, en la costa sur del golfo de Lingayen (oeste de Luzón) desembarcaron las primeras unidades del VI Ejército del general Krueger. En pocos días cerca de 175 000 hombres las siguieron en la cabeza de playa de veinte millas (32 km). Con fuerte apoyo aéreo las unidades del Ejército avanzaron hacia el interior, ocupando Clark Field (a 40 kilómetros al noroeste de Manila) en la última semana de enero.
A continuación hubo otros dos grandes desembarcos, uno para aislar la península de Bataan, y otro, que incluyó el empleo de paracaidistas, al sur de Manila. Las pinzas se cerraron en la ciudad y, el 3 de febrero de 1945, elementos de la 1.ª División de Caballería de Estados Unidos alcanzaron la periferia norte de Manila mientras que el 8.º Regimiento de Caballería atravesó los suburbios del norte, entrando en la propia ciudad.
A medida que continuaba el avance en Manila desde el norte y el sur, la península de Bataan se conquistó rápidamente. El 16 de febrero, paracaidistas y unidades anfibias asaltaron simultáneamente el islote de Corregidor. Fue necesario tomar esta posición porque desde ahí se puede bloquear la entrada a la bahía de Manila. Los estadounidenses necesitaban establecer un puerto importante en la bahía de Manila para apoyar a la esperada invasión de Japón, prevista para el 1 de noviembre de 1945. La resistencia en Corregidor terminó el 27 de febrero, y luego la resistencia de todo el Imperio japonés finalizó el 15 de agosto de 1945, evitando la necesidad de una invasión de las islas japonesas.
A pesar del optimismo inicial, la lucha fue dura en Manila. Hubo que esperar hasta el 3 de marzo para acabar con la resistencia de todas las tropas japonesas, y de los infantes de marina japoneses, que lucharon duramente y se negaron a rendirse o a ser evacuados, tal y como habían hecho otras fuerzas del ejército japonés. Fort Drum, una isla fortificada de la bahía de Manila cercana a Corregidor, resistió hasta el 13 de abril cuando un equipo de soldados del Ejército fue a tierra y bombeó 3000 galones de combustible diésel en el fuerte, usando cargas incendiarias a continuación. Ningún soldado japonés sobrevivió a la explosión y al fuego.
En total diez divisiones y cinco regimientos independientes lucharon en Luzón, por lo que es la mayor campaña estadounidense de la guerra del Pacífico, con la participación de más tropas que las que los Estados Unidos habían utilizado en el norte de África, Italia o el sur de Francia.

## El final de la campaña
Palawan, entre Borneo y Mindoro, es la quinta isla más grande y la más occidental de Filipinas; fue invadida el 28 de febrero, con el desembarco del Octavo ejército de Estados Unidos en Puerto Princesa. Los japoneses no defendieron la isla de forma directa, pero la lucha por los aislados bastiones de resistencia japonesa se prolongó hasta finales de abril; los nipones usaron su táctica habitual de retirarse a las montañas y selvas, dispersos en pequeñas unidades. A lo largo de la campaña de Filipinas las fuerzas de EE. UU. fueron ayudadas por la guerrilla local para buscar y destruir dichos bastiones; el último de soldado japonés, Hiroo Onoda, no se rindió hasta 1974 en las montañas del norte de Luzón.
El Octavo ejército realizó a continuación un nuevo desembarco en Mindanao (17 de abril), la última de las grandes islas filipinas a conquistar. Mindanao fue seguido por la invasión y ocupación de Panay, Cebú, Negros y varias islas en el archipiélago de Sulu. Estas islas sirvieron como base para los ataques de la 5.ª y la 13.ª Fuerza Aérea en el resto de Filipinas y en mar de China Meridional.
Mediante nuevos desembarcos adicionales en Mindanao las tropas del Octavo ejército de EE. UU. continuaron su avance constante contra una resistencia tenaz. A finales de junio las zonas bajo control de tropas japonesas se reducen a bolsas aisladas en Mindanao y Luzón, donde la lucha continuó hasta la rendición de Japón el 15 de agosto de 1945. Sin embargo algunas unidades del ejército nipón no tenían contacto por radio con Tokio, y fue difícil convencer a algunos de ellos de que Japón se había rendido. Como en muchas islas del Pacífico, oficiales de alto rango japoneses, incluyendo a miembros de la familia imperial japonesa, fueron en persona a convencer a los soldados que debían entregarse por orden del emperador.

## Bajas

### Ejército y Fuerzas Aéreas del Ejército de los Estados Unidos
| Lugar                     | Muertos | Heridos | Total  | Notas |
| Leyte                     | 3593    | 11 991  | 15 584 | [ 2 ] |
| Luzón                     | 8310    | 29 560  | 37 870 | [ 3 ] |
| Centro y Sur de Filipinas | 2070    | 6990    | 9060   | [ 3 ] |
| Total                     | 13 973  | 48 541  | 62.514 |       |

### Otros Aliados
- Australia
- Mancomunidad de Filipinas
- México

### Japoneses
| Lugar                     | Muertos | Capturados | Total   | Notas |
| Leyte                     | 80 557  | 829        | 81.385  | [ 4 ] |
| Luzón                     | 205 535 | 9050       | 214 585 | [ 5 ] |
| Centro y Sur de Filipinas | 50 260  | 2695       | 52 955  | [ 3 ] |
| Total                     | 336 352 | 12 573     | 348 925 |       |